# Géographie de la Hongrie
Pour un article plus général, voir Hongrie.
La Géographie de la Hongrie s'insère dans un territoire qui s'étend à 250 km du nord au sud et à 524 d'est en ouest, pour une superficie de 93 030 km2. La Hongrie est un pays de taille moyenne sans accès à la mer, dominé par le bassin versant du Danube et de la Tisza, marquant de fortes différences topographiques entre l'est et l'ouest. Le territoire hongrois prend place au cœur du bassin de Pannonie, fermé à l'ouest par les derniers contreforts des Alpes, au nord et à l'est par l'arc des Carpates et au sud par les Balkans. Le climat de la Hongrie est tempéré à tendance continentale.

## Frontières

### Tracé des frontières contemporaines
La Hongrie a des frontières communes avec l'Autriche à l'ouest, la Serbie, la Croatie et la Slovénie au sud et sud-ouest, la Roumanie au sud-est, l'Ukraine au nord-est et la Slovaquie au nord. Les frontières actuelles de la Hongrie sont tracées après la Première Guerre mondiale. Avec le traité du Trianon, signé en 1920, la Hongrie perd 71 % du territoire de l'ancien Royaume de Hongrie. Parmi l'ancienne population totale du royaume, 32 % de la majorité hongroise se retrouvent en dehors du nouvel État-nation. Cet irrédentisme motive le régent Miklós Horthy à s'allier avec l'Allemagne nazie, pour récupérer les régions peuplées majoritairement par des magyarophones : le sud de la Slovaquie en 1938, la Ruthénie subcarpathique en 1939, la Transylvanie (Roumanie) en 1940 et la Voïvodine (Yougoslavie) en 1941. Après la Seconde Guerre mondiale, les frontières du traité du Trianon sont rétablies, avec un petit changement du tracé au bénéfice de la Tchécoslovaquie.
| Pays                                                              | Capitale   | Longueur de la frontière | Création de la frontière | Article                     |
| ----------------------------------------------------------------- | ---------- | ------------------------ | ------------------------ | --------------------------- |
| \| Autriche Croatie Roumanie Serbie Slovaquie Slovénie Ukraine \| |            |                          |                          |                             |
| Autriche                                                          | Vienne     | 366 km                   | 1920                     | Frontière Autriche-Hongrie  |
| Croatie                                                           | Zagreb     | 329 km                   | 1920                     | Frontière Hongrie-Croatie   |
| Roumanie                                                          | Bucarest   | 448 km                   | 1920 (1945)              | Frontière Hongrie-Roumanie  |
| Serbie                                                            | Belgrade   | 151 km                   | 1920 (1945)              | Frontière Hongrie-Serbie    |
| Slovaquie                                                         | Bratislava | 677 km                   | 1920 (1945)              | Frontière Hongrie-Slovaquie |
| Slovénie                                                          | Ljubljana  | 102 km                   | 1920 (1945)              | Frontière Hongrie-Slovénie  |
| Ukraine                                                           | Kiev       | 103 km                   | 1920 (1945)              | Frontière Hongrie-Ukraine   |
| Autriche Croatie Roumanie Serbie Slovaquie Slovénie Ukraine       |            |                          |                          |                             |

### Contestations autour du thème de la Grande Hongrie
De nos jours, les promoteurs de la Grande Hongrie souhaitent récupérer les territoires hongrois perdus au Traité de Trianon, ce qui mettrait la Hongrie en conflit avec tous ses voisins. La Grande Hongrie nourrit un imaginaire nationaliste dans lequel la continuité territoriale de la Hongrie est mythifiée dans une géographie immuable, épousant une silhouette cartographique caractéristique et désignée par les toponymes hongrois historiques, notamment les 64 comitats historiques (vármegye). Sur le plan politique, la thématique de la Grande Hongrie est reprise de façon diluée dans le discours du Fidesz-Union civique hongroise de Viktor Orbán, notamment à travers la défense des Magyars d'outre-frontières, mais de façon plus explicite dans celui du Jobbik. Ce n'est cependant pas la position officielle du gouvernement hongrois. Quant aux partis politiques des Magyars d'outre-frontières, comme l'Union démocrate magyare de Roumanie, ils souhaitent augmenter l'autonomie dont ils disposent et la territorialiser en Roumanie, dans le Pays sicule. 

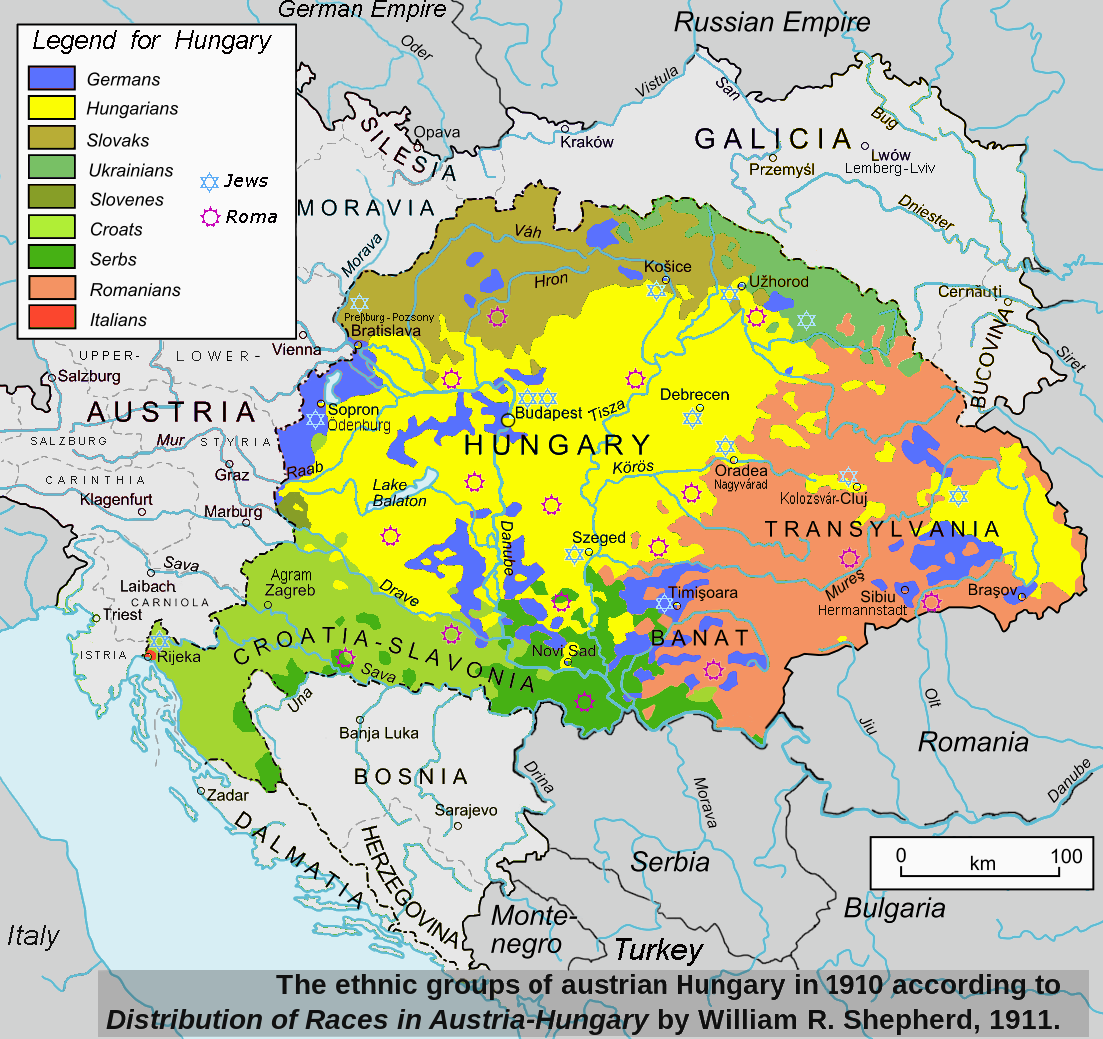
Groupes ethno-linguistiques du royaume de Hongrie en 1910.
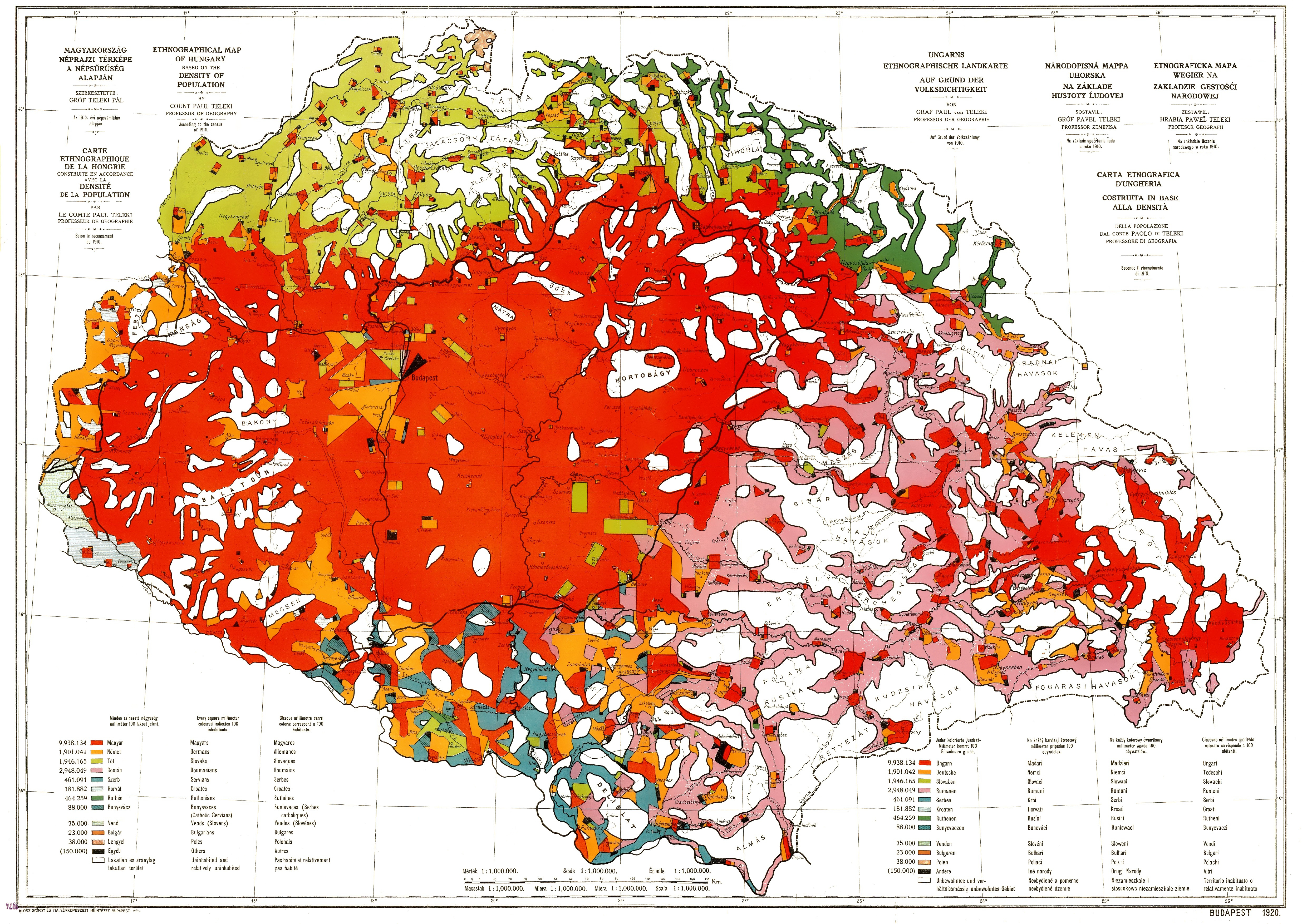
Parce qu'elle montrait les Magyars par un fort rendu graphique rouge et en figurant les zones moins densément peuplées comme vides, la carte ethnique de Pál Teleki fut contre-productive au traité de Trianon.
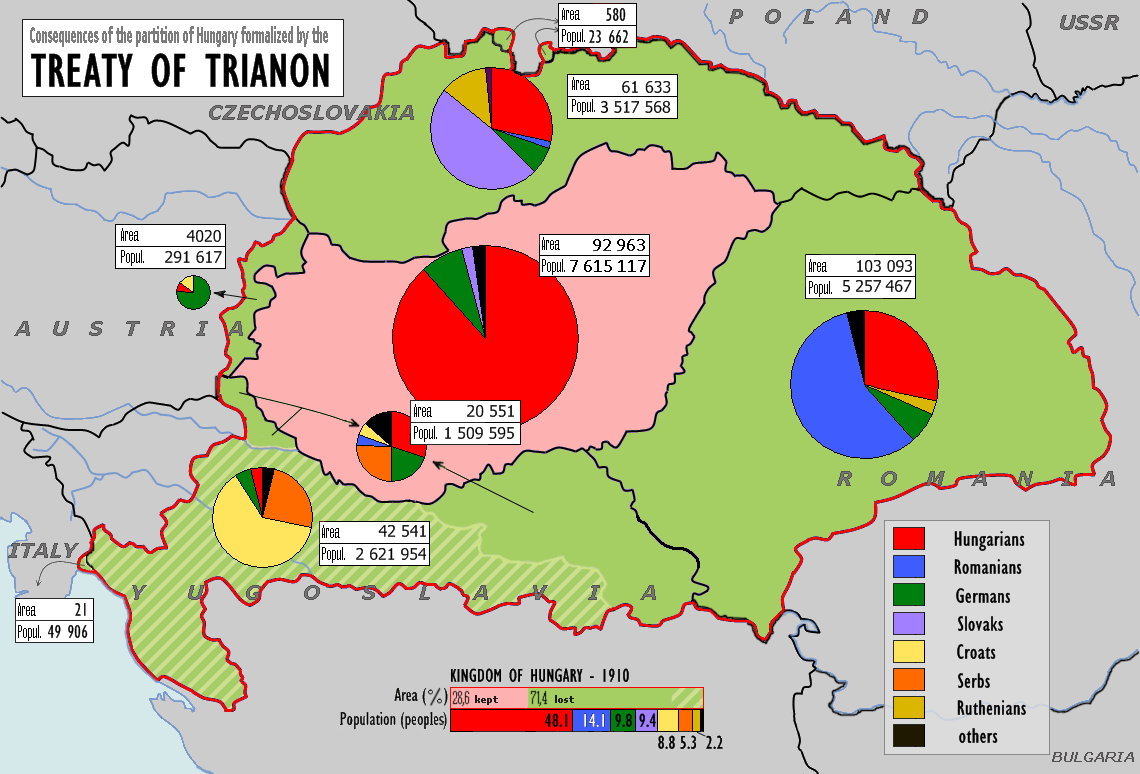
Les conséquences territoriales du Traité de Trianon sur la composition ethnique.
Le Royaume de Hongrie avant et après les Arbitrages de Vienne.
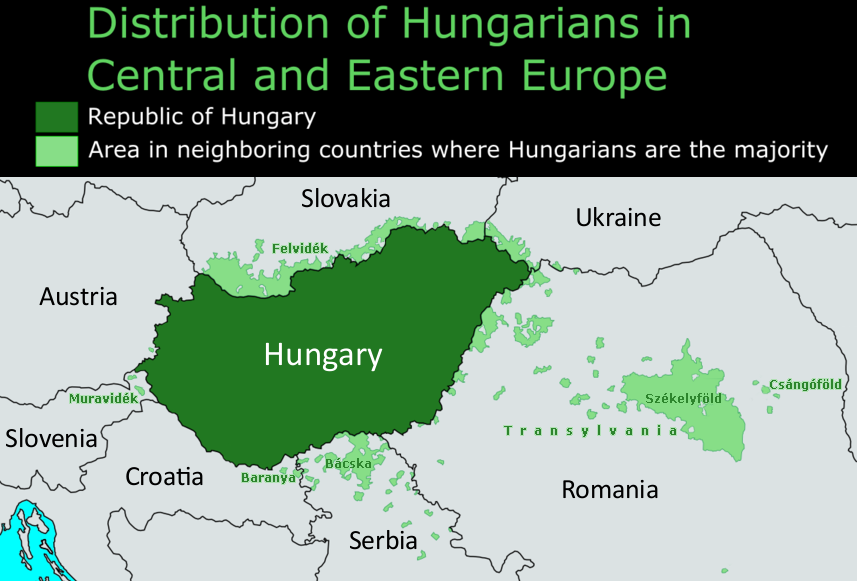
Répartition des Magyars d'outre-frontières dans les pays limitrophes. En Roumanie, la région où ils sont majoritaires, au centre du pays, est le pays sicule.

## Topographie

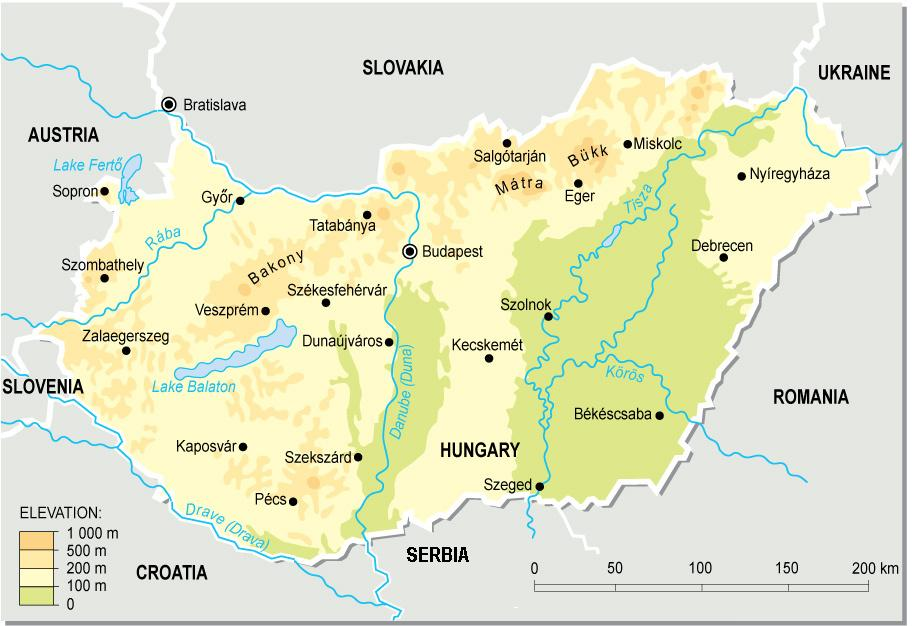
Carte topographique de la Hongrie

Le pays présente en grande partie des plaines (environ 70 % de la superficie), et le reste est constitué de monts de petite altitude dont seulement 2 % dépassent les 400 m. Le point culminant du pays est le Kékes (1 014 mètres) dans les monts Mátra au nord-est de Budapest. Le point le plus bas se trouve à 77,6 mètres d'altitude, près de Szeged dans le Sud du pays.
Les principaux cours d'eau du pays sont le Danube et la Tisza. Le Danube coule aussi en Allemagne, Autriche, Slovaquie, Serbie et Roumanie. En Hongrie, il est navigable sur 418 kilomètres. La Tisza est navigable en Hongrie sur 444 kilomètres. Parmi les cours de moindre importance, on retrouve la Drava, le long de la frontière avec la Croatie, la Raab, le Someş, le Sió et l'Ipel le long de la frontière avec la Slovaquie. La Hongrie a trois lacs majeurs : le plus grand, le lac Balaton mesure 78 km de long et de 3 à 14 km de large pour une surface totale de 592 km2, c'est le plus important lac d'eau douce d'Europe centrale. Les Hongrois l'appellent souvent la mer hongroise. Ses côtes peu profondes offrent en été des espaces de baignade et en hiver sa surface gelée permet de patiner dessus. On trouve également d'autres lacs plus petits comme le lac Velence dans le département de Fejér et le lac Fertő (lac de Neusiedl) dont la partie hongroise fait 82 km2.
La Hongrie est découpée en trois régions géographiques principales (elles-mêmes divisées en sept régions), le Grand Alföld à l'est du Danube, le Transdanubie, une région de collines à l'ouest du Danube jusqu'au pied de la partie autrichienne des Alpes et les collines du nord, au-delà du nord de la grande plaine hongroise.
Les principales ressources naturelles de la Hongrie viennent de son sol fertile, sol dont la qualité varie beaucoup suivant les régions. Le pays est constitué de 70 % de terres agricoles, 72 % desquelles sont des terres arables. Cependant la Hongrie manque de sources d'énergie et de matières premières nécessaires à son développement industriel.

### Cours d'eau et lacs
À l'exception du lac Tisza, les cours d'eau et lacs hongrois sont issus de l'assèchement du lac Pannonien préhistorique, lui-même ayant succédé à la mer de Pannonie.
| Cours d'eau La plupart des sources des cours d'eau hongrois ne sont pas situées sur son territoire. Les plus importants, le Danube et la Tisza sont navigables dans tout le pays et ont plusieurs affluents. On trouve également bon nombre de sources thermales. |                     |
| |                     |
| Nom | Longueur en Hongrie |
| Danube | 417 km              |
| Tisza | 596 km              |
| Leitha | 180 km              |
| Rábca |                     |
| Raab | 211 km              |
| Zala | 139 km              |
| Dráva | 725 km              |
| Ipel | 143 km              |
| Zagyva | 160 km              |
| Sajó | 125 km              |
| Hernád | 118 km              |
| Bodrog | 118 km              |
| Someş |                     |
| Körös |                     |
| Mureş | 48 km               |

| Lacs La Hongrie a plusieurs ensembles de lacs dont le plus grand lac d'Europe centrale, le lac Balaton qui est une destination réputée pour les touristes ainsi que le plus grand lac thermal du monde (47 500 m2). Le lac de Tapolca (en hongrois : Barlangtó) est réputé car c'est un lac souterrain. Les principaux lacs sont les suivants : |                       |
| |                       |
| Nom | Superficie en Hongrie |
| Lac Balaton | 596 km2               |
| Lac Tisza (artificiel) | 127 km2               |
| Lac Fertő | 75 km2                |
| Lac Velence | 26 km2                |

### Plaines et collines
Articles principaux : Petit Alföld, Transdanubia, Grand Alföld.
Le Petit Alföld ou Petite plaine de Hongrie est une plaine (bassin tectonique) extrêmement fertile d'environ 8 000 km2 au Nord-Ouest de la Hongrie, sud-ouest de la Slovaquie et à l'est de l'Autriche, le long de la Raab.
La région transdanubienne se situe à l'ouest du pays et est délimitée par le Danube, la Drava ainsi qu'une partie des frontières avec la Slovénie et la Croatie. Positionnée au sud et à l'ouest du lit du Danube, cette région composée principalement de collines, comprend les lacs Fertő et Balaton. Transdanubia est une région principalement agricole avec de la culture céréalière, du bétail ainsi que de la vigne. Des dépôts de minerais et de pétrole existent dans la région de Zala, près de la frontière croate.
Le Grand Alföld comprend le bassin de la Tisza et ses affluents et s'étend sur plus de la moitié du pays. Entouré de montagnes, il possède une grande variété de terrains : sols fertiles, sablonneux, stériles ou marécageux. L'habitat des Hongrois dans cette zone remonte au moins à l'an 1000. On retrouve le puszta (sorte de steppe) très lié au folklore hongrois et toujours très présent à Hortobágy. Au début, la Grande Plaine n'était pas faite pour l'agriculture en raison de fréquentes inondations. À la place, on trouvait d'immenses élevages de bétail et de chevaux. Dans la deuxième moitié du dix-neuvième siècle, le gouvernement a subventionné un vase programme de contrôle des berges et de drainage. Avec la disparition du danger de fréquentes inondations, la plupart du pays s'est tourné vers la culture, l'élevage ne représentant plus une contribution majeure à l'économie du pays.

### Montagnes
Articles principaux: Alpokalja, Moyennes montagnes transdanubiennes, Mecsek, Moyennes montagnes septentrionales.
Bien que l'altitude de la plupart du pays n'excède pas 300 mètres, on trouve plusieurs chaînes de montagnes moyennes en Hongrie. Il existe quatre régions géographiques montagneuses, d'ouest en est : Alpokalja, Moyennes montagnes transdanubiennes, Mecsek, Moyennes montagnes septentrionales. Alpokalja (littéralement les contreforts des Alpes) est situé le long de la frontière avec l'Autriche. Son point culminant est le mont Írott-kő (882 m). Les moyennes montagnes transdanubiennes s'étendent du lac Balaton jusqu'au Danube près de Budapest, où elles rencontrent les moyennes montagnes septentrionales (ou collines septentrionales), et culminent à 757 m (Pilis). Mecsek est la chaîne montagneuse la plus méridionale située au nord de Pécs. Son point culminant est le Zengő (682 m). Les moyennes montagnes septentrionales sont au nord de Budapest et se déploient vers le nord-est en direction du sud de la frontière avec la Slovaquie. Ses hautes crêtes très boisées sont riches en minerai de charbon et de fer. L'extraction de minerai est une ressource importante de la région et fut d'ailleurs la base de l'industrie des cités avoisinantes. La viticulture est aussi importante avec la culture du fameux Tokay. Son point culminant est le Kékes, situé dans la chaîne des monts Mátra.

#### Points culminants

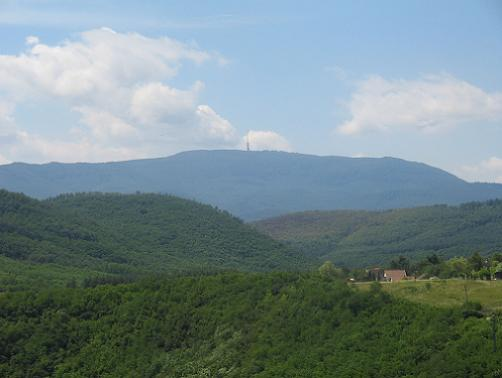
Monts Mátra

| Rang | Nom           | Altitude | Chaîne de montagnes | Région géographique                |
| 1.   | Kékes         | 1 014 m  | Monts Mátra         | Moyennes montagnes septentrionales |
| 2.   | Galya-tető    | 964 m    | Monts Mátra         | Moyennes montagnes septentrionales |
| 3.   | Istállós-kő   | 959 m    | Bükk                | Moyennes montagnes septentrionales |
| 4.   | Bálvány       | 956 m    | Bükk                | Moyennes montagnes septentrionales |
| 5.   | Tar-kő        | 950 m    | Bükk                | Moyennes montagnes septentrionales |
| 6.   | Csóványos     | 938 m    | Börzsöny            | Moyennes montagnes septentrionales |
| 7.   | Nagy-Milic    | 894 m    | Zemplén             | Moyennes montagnes septentrionales |
| 8.   | Írott-kő      | 882 m    | Monts Kőszeg        | Alpokalja                          |
| 9.   | Nagyhideghegy | 864 m    | Börzsöny            | Moyennes montagnes septentrionales |
| 10.  | Tót-hegyes    | 814 m    | Monts Mátra         | Moyennes montagnes septentrionales |

## Climat
La Hongrie a un climat continental caractérisé par des hivers froids et des étés pouvant être très chauds. La température moyenne annuelle est de 10 °C, elle atteint 27 à 35 °C en été et 0 à −15 °C en hiver, avec des extrêmes allant de 42 °C l'été à −29 °C l'hiver. Les précipitations annuelles moyennes sont assez imprévisibles quant à leur répartition et leur fréquence et atteignent 600 millimètres. La partie occidentale du pays reçoit généralement plus de précipitations que la partie orientale où de sévères sécheresses peuvent apparaître pendant la période estivale. Les conditions climatiques dans le Grand Alföld sont particulièrement rudes avec des étés chauds, des hivers froids et peu de précipitations.
Depuis les années 1980, les effets de la pollution due aux herbicides agricoles et aux pollutions industrielles commencèrent à être visibles dans les campagnes. La partie la plus visible de cette pollution se manifestait dans les cours d'eau mettant en danger la survie des poissons et des espèces sauvages. Le souci envers ces menaces environnementales a augmenté avec les années même si aucune action spécifique d'envergure n'a été mise en œuvre pour éliminer ou limiter ces dangers.

## Points extrêmes
Les points extrêmes du pays sont : à l'ouest Felsőszölnök dans le département de Vas, à l'est Garbolc dans le département de Szabolcs-Szatmár-Bereg, au nord Hollóháza dans le département de Borsod-Abaúj-Zemplén et au sud Kásád dans le département de Baranya.
Le point culminant du pays est le mont Kékes (1 014 m), le plus bas est la rivière Tisza près de Szeged (78 m).

## Agriculture

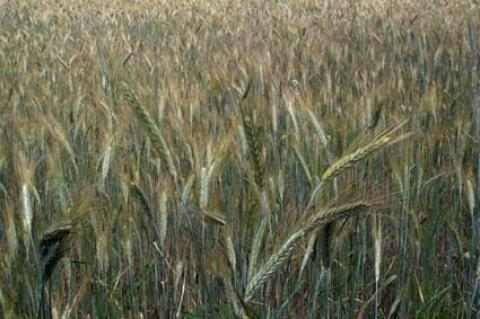
Champ de blé, Hongrie

La Hongrie, avec ses plaines vallonnées est un pays adapté à l'agriculture

### Terres arables
Les terres arables sont une importante ressource naturelle pour la Hongrie. Elles couvrent 49,58 % de la superficie du pays, c'est-à-dire une partie très importante comparée aux autres pays du monde. La plus grande partie de ces terres est de bonne qualité.
Les plus importantes zones agricoles se situent dans le Petit Alföld (qui bénéficie des terres les plus fertiles), Transdanubie et le Grand Alföld. Cette dernière zone couvre plus de la moitié du pays 52 000 km2) et a des qualités de sol extrêmement variables. On y trouve même une petite région herbeuse semi-désertique appelée puszta (steppe) utilisée pour l'élevage ovin et bovin.
Les principales productions agricoles hongroises sont le maïs, le blé, l'orge, l'avoine, le tournesol, le pavot, la pomme de terre, le millet, la betterave, le lin et bien d'autres plantes. On cultive aussi d'autres espèces implantées plus tardivement comme l'amarante. La consommation de pavot fait partie de la cuisine hongroise traditionnelle.

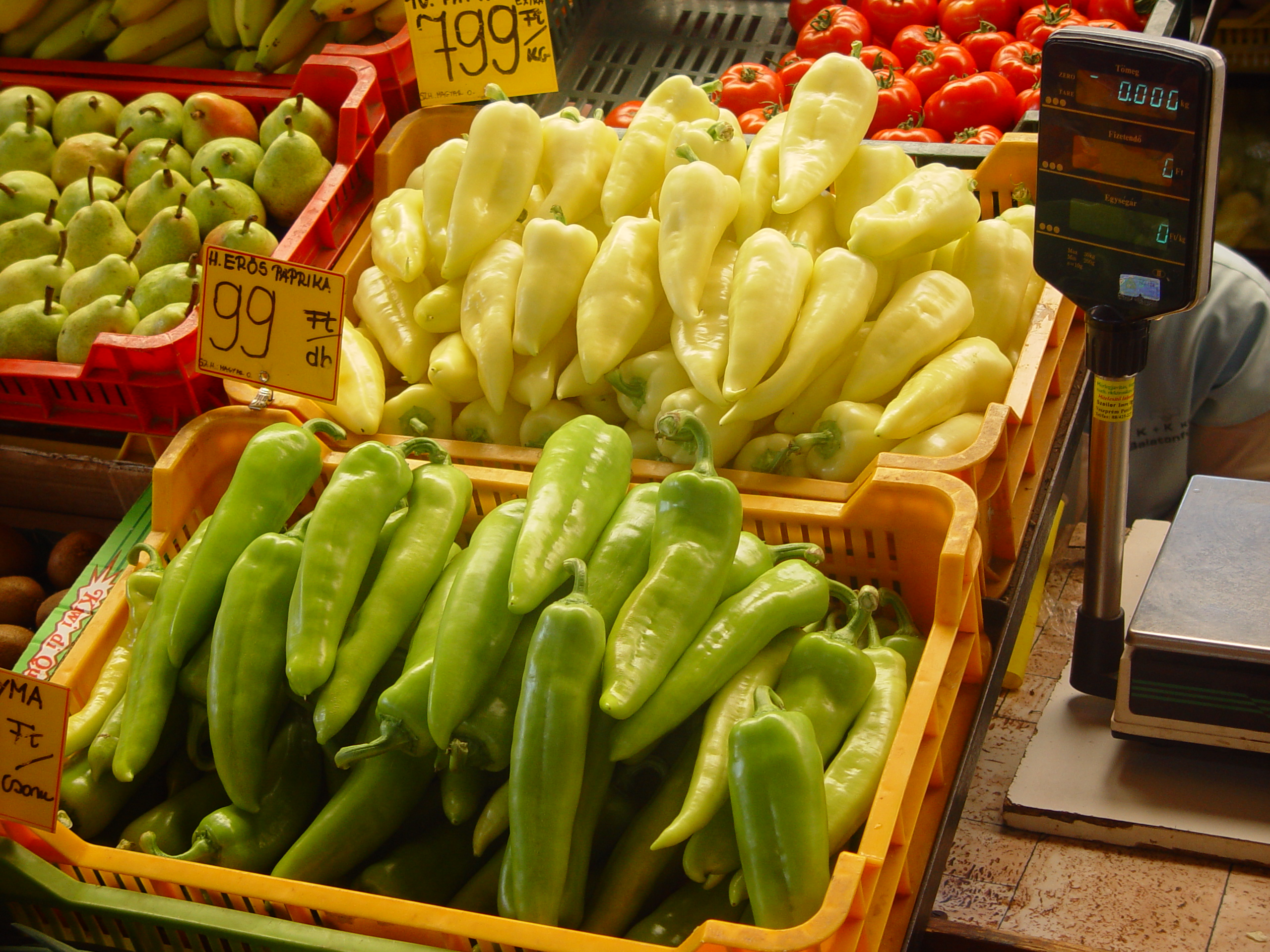
Magasin de produits frais en Hongrie

 Le pays est renommé pour la qualité très élevée de son piment appelé paprika. La production fruitière comprend beaucoup de variétés de pommes, poires, pêches, raisins, abricots, pastèques, melons, etc.
Il n'existe pas de culture d'OGM en Hongrie, ces produits sont principalement importés des États-Unis et ne peuvent être commercialisés sans que leur nature soit indiquée sur l'emballage.

### Viticulture
Il n'existe que deux langues en Europe où le mot « vin » ne dérive pas du nom latin, à savoir les langues grecque et hongroise. En hongrois, « vin » se dit bor.
La production de vin en Hongrie est très ancienne. Des traces ont été retrouvées qui permettent de faire remonter la viticulture sur le territoire hongrois au temps romain. Ce sont d'ailleurs les Romains qui ont introduit la culture de la vigne et la production s'est maintenue depuis.
De nos jours, il existe bon nombre de régions viticoles en Hongrie avec, comme en Europe de l'Ouest, une grande variété de qualité et de prix. Ces régions sont principalement situées dans les zones de collines ou de montagne comme les Moyennes montagnes transdanubiennes, les Moyennes montagnes septentrionales, les Monts Villány ainsi que les régions de Eger, Hajós, Somló, Sopron, Villány, Szekszárd et Tokaj-Hegyalja.

### Sylviculture
Les forêts couvrent 19 % du pays, principalement dans les régions montagneuses comme les Moyennes montagnes transdanubiennes, les Moyennes montagnes septentrionales et Alpokalja. Les forêts sont composées de sapin, hêtre, chêne, saule, robinier, platane, etc.